# Vietnamesische Botschaft in Berlin

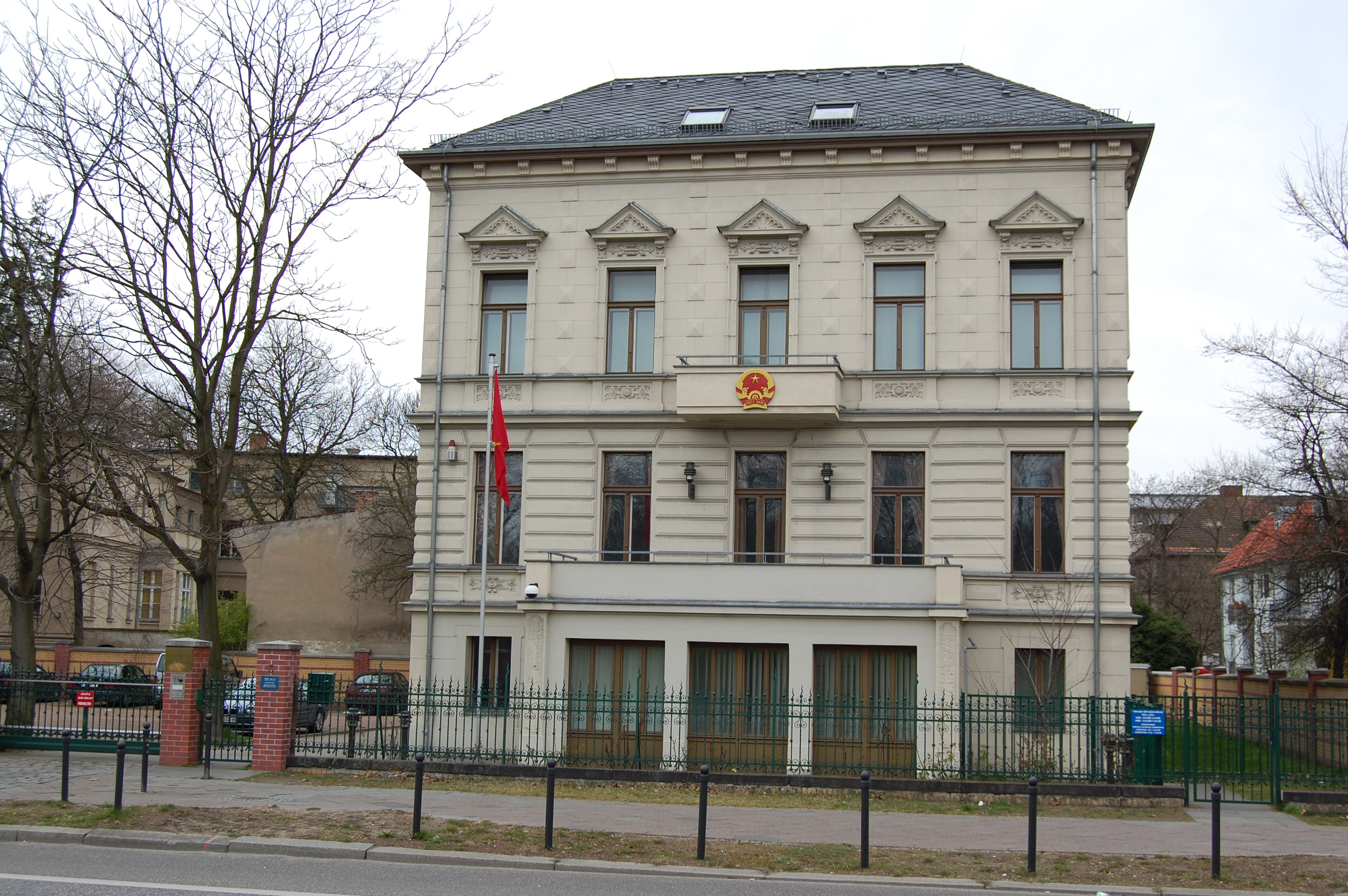
Botschaft in Berlin-Alt-Treptow, Elsenstraße 3

Die vietnamesische Botschaft in Berlin (vietnamesisch: Đại sứ quán Việt Nam tại Đức) ist die diplomatische Vertretung der Sozialistischen Republik Vietnam in Deutschland. Das Botschaftsgebäude befindet sich in der Elsenstraße 3 im Ortsteil Alt-Treptow des Bezirks Treptow-Köpenick. In Frankfurt am Main besteht ein Generalkonsulat Vietnams.
Botschafter ist seit dem 7. April 2022 Vu Quang Minh.

## Geschichte

### DDR und Vietnam
Die DDR und die Demokratische Republik Vietnam nahmen am 3. Februar 1950 diplomatische Beziehungen auf. Seit 1955 gab es eine Gesandtschaft in Ost-Berlin. Sie und die spätere Botschaft hatten bis 1969 ihren Sitz in Berlin-Karlshorst in der damaligen Treskowallee 105 (ab 1961: Hermann-Duncker-Straße 89). 1969–1990 residierte die Botschaft im Gebäude Hermann-Duncker-Straße 125. Die Botschaftsangestellten unterhielten mit vielen Betrieben in der DDR kulturelle und politische Kontakte und initiierten unter anderem die Vergabe von Ehrennamen für Brigaden. Besonders häufig wurde der Name des Präsidenten Ho Chi Minh beantragt und genehmigt.
1964 wurde eine Ständige Vertretung der 1960 gegründeten Nationalen Front für die Befreiung Südvietnams (FNL) in Ost-Berlin eröffnet. Ihr Leiter war beim Nationalrat der Nationalen Front akkreditiert. Sie hatte ihren Sitz in der Pfeilstraße 24a in Berlin-Niederschönhausen. 1969 wurde sie in den Rang einer Botschaft der Republik Südvietnam erhoben und bestand bis 1976, als Nord- und Südvietnam wiedervereinigt wurden.

### Bundesrepublik und Vietnam
Am 12. Juni 1957 nahmen die Republik Vietnam (Südvietnam) und die Bundesrepublik Deutschland diplomatische Beziehungen auf. Sie endeten mit der Kapitulation Südvietnams am Ende des Vietnamkrieges. Am 12. September 1975 nahm das wiedervereinigte Vietnam mit der damaligen Bundesrepublik Deutschland diplomatische Beziehungen auf.
Nach der Wende wurden die Beziehungen zwischen den beiden Ländern intensiviert, die beiden Botschaften in Deutschland wurden zusammengelegt und suchten einen neuen Sitz in der deutschen Hauptstadt.
Es erfolgten mehrfache gegenseitige Besuche hochrangiger Politiker, die Beziehungen auf den Gebieten Handel und Kultur, Bildung, Forschung und Umwelt wurden stetig verbessert.
Die vietnamesische Botschaft und die Bundesregierung hatten das Jahr 2010 als Jahr der vietnamesisch-deutschen Kultur aus Anlass des 35-jährigen Bestehens der diplomatischen Verträge vereinbart. So gab es das Vietnam-Jahr in Deutschland und das Deutschland-Jahr 2010 in Vietnam. Im August fand unter anderem das Vietnam-Kulturfestival auf dem Berliner Alexanderplatz statt.
Die Botschaft ist Hauptansprechpartner für die Belange der rund 200.000 in Deutschland lebenden Vietnamesen einschließlich derer mit deutschem Pass.
Im Zusammenhang mit der Entführung des vietnamesischen Geschäftsmanns Trịnh Xuân Thanh, früherer Vorstandschef eines staatlichen Baukonzerns, aus Deutschland im Jahr 2017, für die ein politischer Hintergrund vermutet wurde, haben die deutschen Organe Mitarbeiter der vietnamesischen Botschaft aus Deutschland ausgewiesen. Dieses Vorkommnis hat die bis dahin guten bilateralen Beziehungen stark belastet.

## Gebäude

### 1955–1969
Die vietnamesische Botschaft in der DDR hatte ihren Sitz zunächst in der Treskowallee 105 /Ecke Godesberger Straße (nach einer Umnummerierung 1961: Nr. 89) in Berlin-Karlshorst, wo sich jetzt (Stand: 2025) ein Hotel befindet.

### 1969–1990

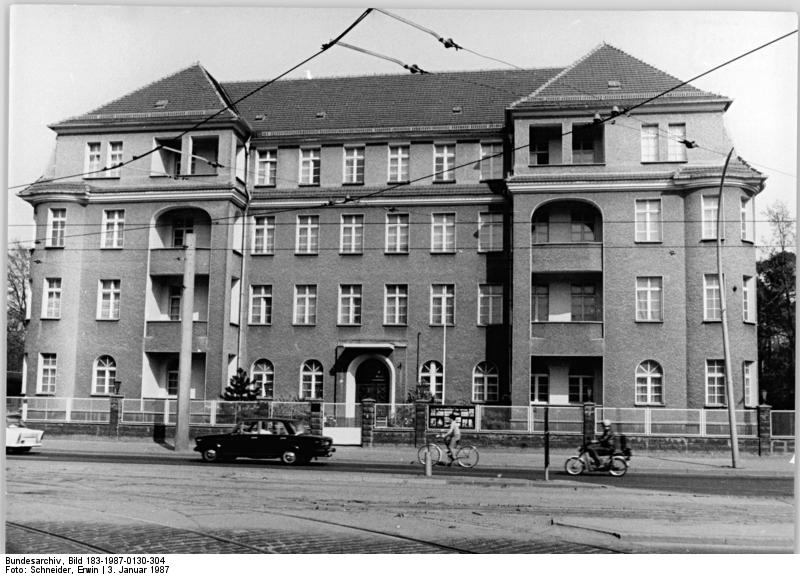
Botschaft in der DDR, Hermann-Duncker-Straße 125, 1987

Das Mehrfamilienhaus in der Hermann-Duncker-Straße 125 (seit 1992 wieder Treskowallee) in Berlin-Karlshorst war ab 1969 Sitz der Botschaft. Nach dem Mauerfall wurde das Wohnhaus reprivatisiert und saniert. Jetzt (Stand: 2025) befinden sich hier eine Zahnarzt- und eine Rechtsanwaltspraxis.

### Seit 1991
Das seit 1991 als Botschaftsgebäude von der Stadt Berlin gemietete Haus Elsenstraße 3 in Berlin-Alt-Treptow, im 19. Jahrhundert gebaut, steht unter Denkmalschutz.
Klempnermeister Max Wünsche hatte sich nach Plänen von Carl Kneifel in den Jahren 1889/1890 dieses Wohnhaus errichten lassen. Im Jahr 1900 erscheint Wünsche im Berliner Adressbuch mit dem Eintrag Privatier als Eigentümer (= ‚E‘) des Gebäudes in der Elsenstraße 3.
Der dreigeschossige Bau ist mit einer hellen Sandsteinfassade verkleidet. Die einzelnen Stockwerke sind durch ein doppelläufiges Gurtgesims voneinander optisch abgetrennt. Die Fassade im ersten Geschoss ist durch strenge horizontale Linien gegliedert, die durch einen großen Balkon aufgelockert wird. Diese Formensprache findet sich in der zweiten Etage nicht wieder. Hier wird vielmehr durch senkrecht angeordnete Quadrate eine Lisenenstruktur angedeutet. Die fünf Fenster im oberen Stockwerk werden durch je einen Risalit verziert.